# Percnostola rufifrons
Percnostola rufifrons е вид птица от семейство Thamnophilidae.

## Разпространение
Видът е разпространен в Бразилия, Венецуела, Гвиана, Колумбия, Перу, Суринам и Френска Гвиана.